# Румс, Николай Михайлович
Николай Михайлович Румс (19 ноября 1878 — 25 июня 1945) — русский морской офицер, полковник КМА, участник Цусимского похода и сражения.

## Биография
- 1897 — поступил в Морское техническое училище Императора Николая I. Гардемарин.
- 1901 — Окончил Морское инженерное училище Императора Николая I. Младший инженер-механик.
- 1901—1904 — В плавании на ЭБР «Император Николай I»

Перед самым выходом на пробу один из младших механиков, недавно назначенный на корабль из числа инженеров-технологов, мобилизованных во флот, обнаружил стальные опилки в масленках упорного подшипника. Пришлось вскрывать все подшипники и осматривать движущиеся части. Это задержало выход на несколько дней. Снова возникли подозрения о злом умысле, имевшем целью задержать корабль или вывести его из строя. Производится следствие, но пока никаких следов преступления не обнаружено... Незадолго до этого происшествия, ссылаясь на состояние здоровья, добился списания с корабля трюмный механик Перекрестов. На его место назначен инженер-механик Румс, окончивший Инженерное училище в 1901 г.— В. П. Костенко. На «Орле» в Цусиме
- 1904 — Трюмный механик ЭБР «Орёл»
- 1905 — Поручик КИМФ.
- 1907—1908 — По возвращении из японского плена служил на Балтийском флоте. Инженер-механик ЭМ «Деятельный».
- 1908 — Инженер-механик КЛ «Бобр».
- 1909 — Инженер-механик ЭМ «Достойный»
- 6 декабря 1909 — Капитан КИМФ.
- Служил в Учебном минном отряде (УС «Двина»; яхта «Нева»)
- 28 марта 1913 — Инженер-механик старший лейтенант.
- 26 августа 1913 — Наблюдающий по механической части за постройкой кораблей на Балтийском море.
- 6 декабря 1913 — Инженер-механик капитан 2-го ранга.
- 1917 — Полковник КМА.
- Служил во ВСЮР.
- Ноябрь 1920 — На о-ве Принкипо.
- 1921 — Константинополь.

Умер в Нью-Йорке.